# Bulto en el pecho
Un  bulto en el pecho (o mama) es una hinchazón localizada que se siente diferente al tacto del tejido de la mama. Es un síntoma de una variedad de condiciones. Como aproximadamente un 10% de los bultos en el pecho finalmente llevan a un diagnóstico de cáncer de mama,  es importante que las mujeres con un bulto en la mama reciban una evaluación apropiada.

## Tipos de bultos en el pecho
| Hallazgos en mujeres que buscan evaluación de un presunto bulto en la mama |     |
| Cambios fibrocísticos en la mama                                           | 40% |
| Ninguna enfermedad                                                         | 30% |
| Fibroadenoma                                                               | 7%  |
| Otras displasias mamarias benignas y neoplasmas                            | 13% |
| Cáncer de mama                                                             | 10% |

### Quistes y abscesos
Un quiste en el pecho es un saco no canceroso relleno de fluido. Generalmente son lisos o rugosos debajo de la piel y pueden ser bastante dolorosos o no causar ningún dolor en absoluto. Los quistes están causados por las hormonas que controlan el ciclo menstrual y son raros en mujeres de más de 50 años.
Un quiste sebáceo es un saco cerrado no canceroso o un quiste debajo de la piel causado por la obstrucción de los conductos en la zona de un folículo capilar. Una lesión o estimulación hormonal puede hacer que se agrande, pero si no hay síntomas, no se requiere tratamiento médico.
Los abscesos en el pecho son bolsas de infección no cancerosas dentro del pecho. Pueden ser bastante dolorosos y causar que la piel sobre el pecho se vuelva roja o se sientar caliente o sólida al tacto. Los abscesos de pecho son más comunes en las mujeres que dan el pecho a sus bebés.

### Crecimientos
Los adenomas son crecimientos anormales no cancerosos del tejido glandular en el pecho. La forma más común de estos crecimientos, los fibroadenomas, ocurre más frecuentemente en mujeres entre las edades de 15 y 30 años, y en mujeres de ascendencia africana. Normalmente se sienten redondas y firmes, y tienen bordes lisos. Los adenomas no están relacionados con el cáncer de mama.
Los papilomas intraductales son crecimientos parecidos a las verrugas en los conductos del pecho. Estos bultos normalmente se sienten justo debajo del pezón y pueden causar una descarga de sangre del mismo. Las mujeres cercanas a la menopausia pueden tener sólo un crecimiento, mientras que las mujeres más jóvenes tienen más probabilidades de tener crecimientos múltiples en uno o ambos pechos.
El cáncer de mama normalmente se siente como un bulto duro o firme que es generalmente de forma irregular y puede sentirse como que está sujeto a la piel o el tejido profundo dentro del pecho. El cáncer de pecho es raramente doloroso y puede ocurrir en cualquier parte del pecho o el pezón.

### Bultos de grasa
La necrosis grasa es una condición en la cual las células normales de grasa del pecho se convierten en bultos redondos. Los síntomas pueden incluir dolor, firmeza, enrojecimiento, y/o moratones. La necrosis grasa normalmente desaparece sin tratamiento pero puede dejar una cicatriz permanente en el tejido que puede aparecer como una anormalidad en una mamografía.
Un lipoma es un bulto no canceroso de tejido graso, blando al tacto, que normalmente se puede mover, y que es generalmente indoloro.

### Otras causas de hinchazón
Los hematomas en el pecho y seromas pueden ser visible como hinchazones locales del pecho. Los seromas son una complicación común de la cirugía de pecho. También pueden aparecer hematomas tras una cirugía de pecho o una lesión en el pecho o, más raramente,  pueden ocurrir espontáneamente en pacientes con coagulopatía.

## Diagnóstico
Los bultos en el pecho son descubiertos a menudo por Carmen durante una autoexploración mamaria o durante un control médico rutinario. Al notar un bulto inusual en el pecho el mejor curso de acción es planear un examen con un médico que puede diagnosticar mejor el tipo de bulto en el pecho y la estrategia para el tratamiento.
Las pacientes tienen que asegurarse de que los registros médicos de cualquier enfermedad relacionada con el pecho se conserven, ya que esto facilita el diagnóstico en caso de recurrencia o seguimiento.

## Tratamiento
Los tratamientos para los bultos en el pecho varían dependiendo del tipo de bulto. Los quistes y abscesos de pecho estándar requieren drenaje para el tratamiento, mientras que para los quistes sebáceos y los bultos de grasa es mejor la extirpación quirúrgica.

### Tratamiento de fibroadenomas
Existen varias opciones de tratamiento para los fibroadenomas: "espera y vigila," cirugía abierta y alternativas quirúrgicas mínimamente invasivas. 
- "Espera y vigila" es común para los fibroadenomas muy pequeños e implica controles médicos rutinarios con el médico cada 6–12 meses.
- La cirugía abierta históricamente ha sido el método más común para extirpar los fibroadenomas grandes, pero tiene varias desventajas. La cirugía a menudo requiere anestesia general y un día en el hospital, y puede dejar cicatrizado significativo en el lugar de la incisión.
- Las alternativas quirúrgicas mínimamente invasivas incluyen técnicas de extracción mediante biopsia y la crioablación. La extracción con biopsia implica utilizar un dispositivo de biopsia asistida por vacío para sacar el fibroadenoma trozo a trozo. Este procedimiento puede ser eficaz pero a menudo no saca todo el fibroadenoma, lo que resulta en un posible re-crecimiento. En la crioablación, una sonda guiada por ultrasonidos se inserta en el fibroadenoma a través de una pequeña incisión en el pecho. Se usan entonces temperaturas extremadamente frías para congelar la lesión, que eventualmente muere y es reabsorbida por el cuerpo.